# Babeau-Bouldoux
Babeau-Bouldoux (okzitanisch: Babau e Boldors) ist eine französische Gemeinde mit 309 Einwohnern (Stand: 1. Januar 2022) im Département Hérault in der Region Okzitanien. Sie gehört zum Arrondissement Béziers und zum Kanton Saint-Pons-de-Thomières. Die Einwohner werden Babeaunais und Bouldounais genannt.

## Geographie
Die Gemeinde Babeau-Bouldoux liegt am Vernazobre, etwa 26 Kilometer westnordwestlich von Béziers in den südöstlichsten Ausläufern der Montagne Noire. Umgeben wird Babeau-Bouldoux von den Nachbargemeinden Ferrières-Poussarou im Norden, Saint-Chinian im Osten und Süden, Assignan im Süden sowie Pardailhan im Westen.

## Bevölkerungsentwicklung
| Jahr                       | 1962 | 1968 | 1975 | 1982 | 1990 | 1999 | 2011 | 2020 |
| Einwohner                  | 346  | 321  | 242  | 249  | 249  | 243  | 291  | 301  |
| Quellen: Cassini und INSEE |      |      |      |      |      |      |      |      |

## Sehenswürdigkeiten
- Kirche Assomption-de-Notre-Dame (Mariä Himmelfahrt)
- Brücke von Donnadieu

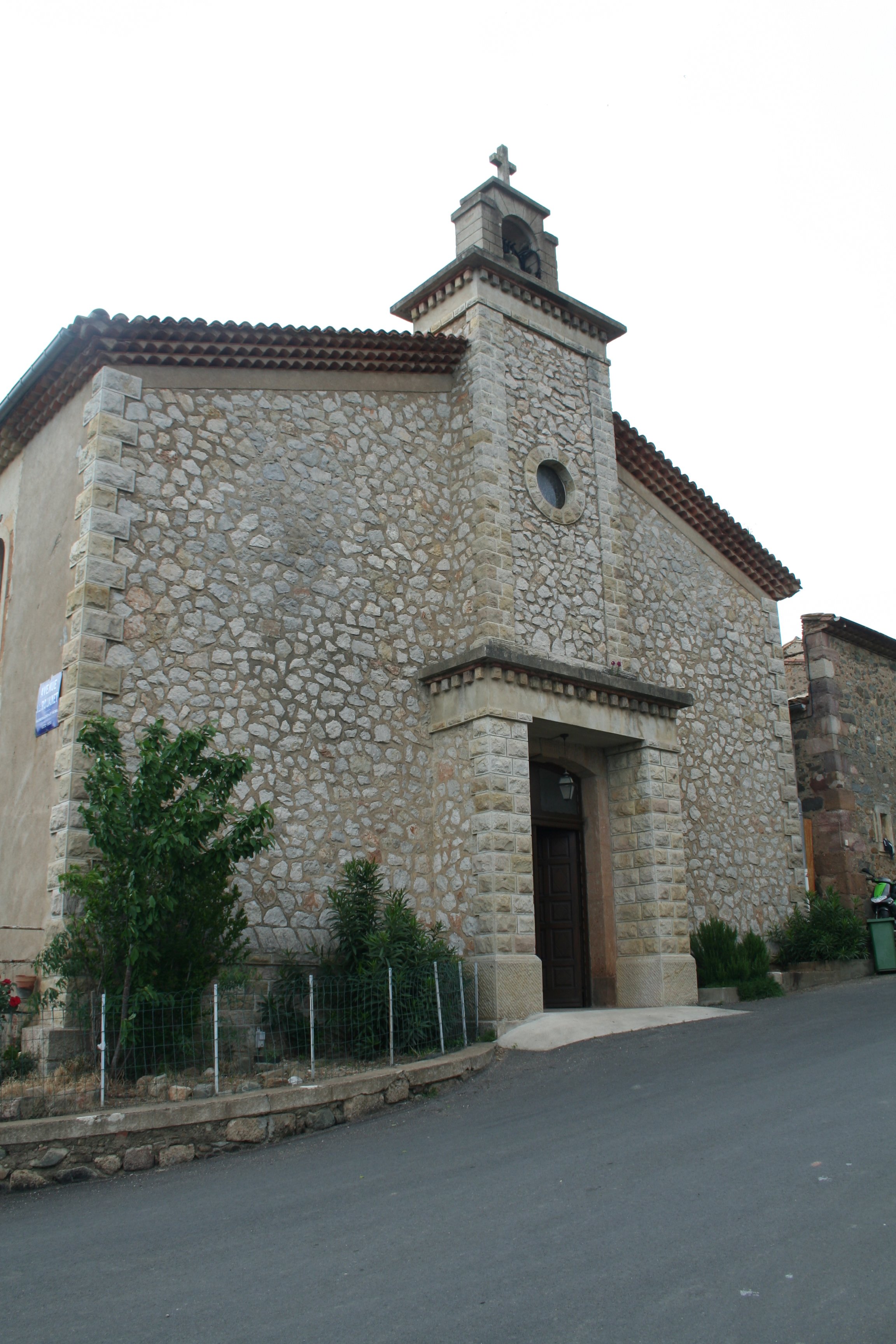
Kirche Mariä Himmelfahrt
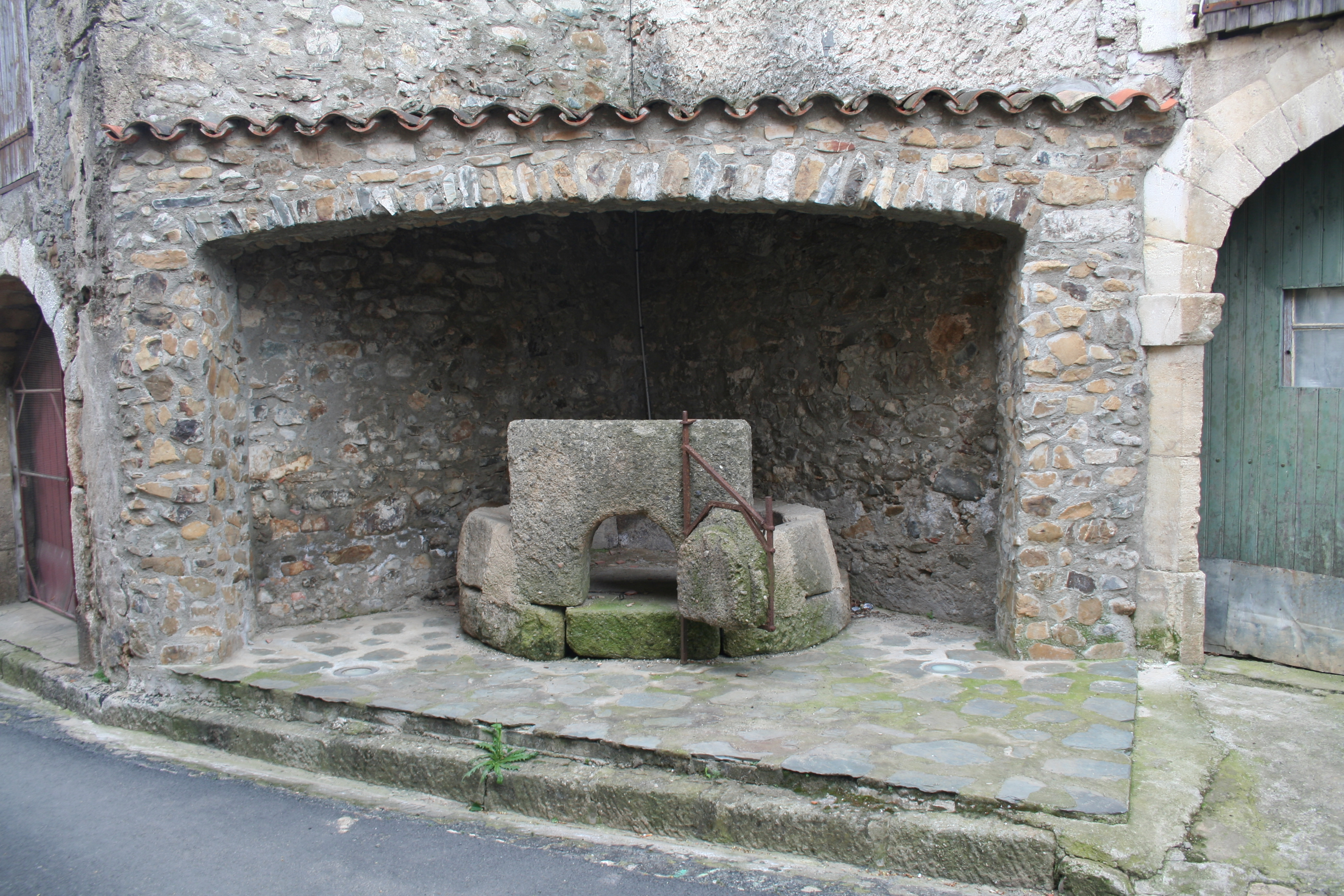
Ehemaliger Dorf-Brotbackofen
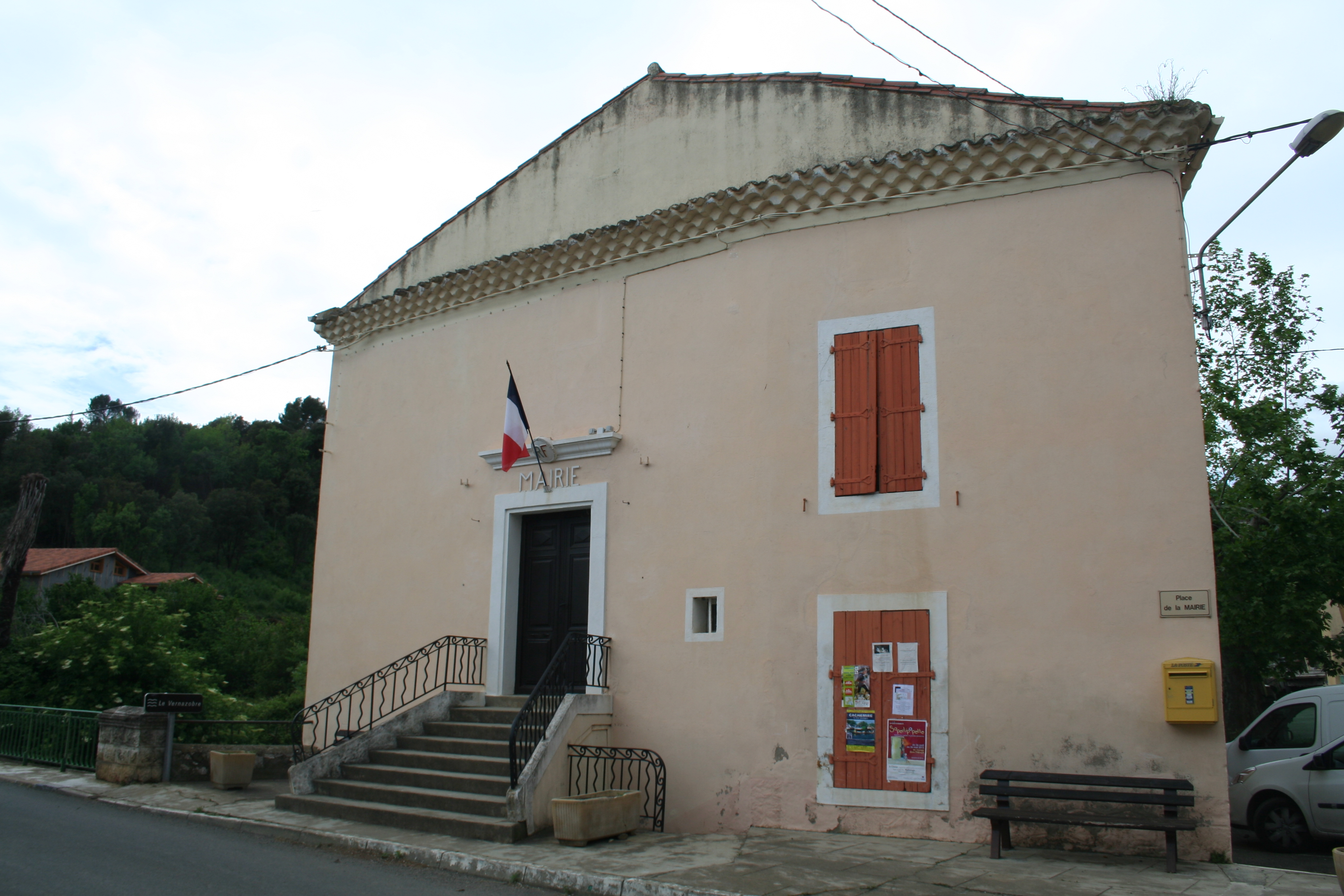
Rathaus (mairie)
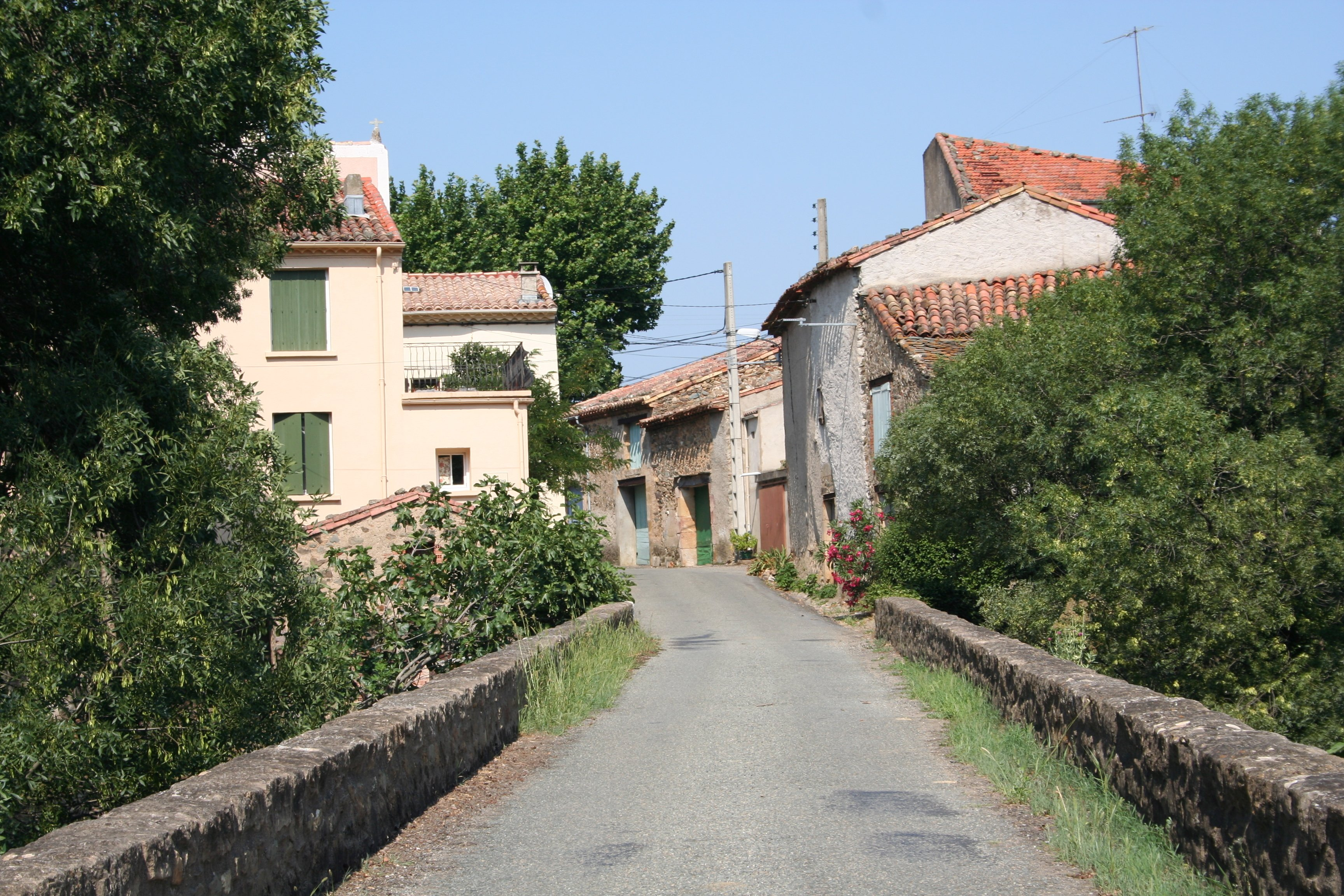
Ortsteil Donnadieu